# Юніон (округ, Іллінойс)
Шаблон:StateAbbr_ 37°28′ пн. ш. 89°16′ зх. д. / 37.47° пн. ш. 89.26° зх. д.
Округ Юніон (англ. Union County) — округ (графство) у штаті Іллінойс, США. Ідентифікатор округу 17181.

## Історія
Округ утворений 1818 року.

## Демографія
За даними перепису 
2000 року 
загальне населення округу становило 18293 осіб, зокрема міського населення було 6824, а сільського — 11469.
Серед мешканців округу чоловіків було 8887, а жінок — 9406. В окрузі було 7290 домогосподарств, 4973 родин, які мешкали в 7894 будинках.
Середній розмір родини становив 2,93.
Віковий розподіл населення поданий у таблиці:
| Стать    | До 15 років | 15-21 | 22-29 | 30-39 | 40-49 | 50-65 | 65-85 | Понад 85 |
| -------- | ----------- | ----- | ----- | ----- | ----- | ----- | ----- | -------- |
| Чоловіки | 1770        | 809   | 747   | 1231  | 1396  | 1638  | 1150  | 146      |
| Жінки    | 1689        | 811   | 795   | 1202  | 1370  | 1633  | 1566  | 340      |

## Суміжні округи
- Джексон — північ
- Вільямсон — північний схід
- Джонсон — схід
- Пуласкі — південний схід
- Александер — південь
- Кейп-Джірардо, Міссурі — захід
- Перрі, Міссурі — північний захід

## Виноски
1. ↑  US Decennial Census. US Census Bureau. Архів оригіналу за 26 квітня 2015. Процитовано 9 липня 2014.
2. ↑  Historical Census Browser. University of Virginia Library. Архів оригіналу за 11 серпня 2012. Процитовано 9 липня 2014.
3. ↑  Population of Counties by Decennial Census: 1900 to 1990. US Census Bureau. Архів оригіналу за 24 квітня 2014. Процитовано 9 липня 2014.
4. ↑  Census 2000 PHC-T-4. Ranking Tables for Counties: 1990 and 2000 (PDF). US Census Bureau. Архів (PDF) оригіналу за 18 грудня 2014. Процитовано 9 липня 2014.
5. ↑  State & County QuickFacts. US Census Bureau. Архів оригіналу за 7 червня 2011. Процитовано 9 липня 2014. [Архівовано 2011-06-07 у Wayback Machine.](англ.) Наведено за англійською вікіпедією.
6. ↑  American FactFinder. Бюро перепису населення США. Архів оригіналу за 26 лютого 2012. Процитовано 31 січня 2008. [Архівовано 2008-05-21 у Wayback Machine.]

| США | Це незавершена стаття з географії США. Ви можете допомогти проєкту, виправивши або дописавши її. |